# Orcs Must Die!
Az Orcs Must Die! egy tower defense játék, melyet a Robot Entertainment fejlesztett és a Microsoft Studios adott ki az Xbox Live Arcade rendszerén keresztül 2011. október 5-én, nem sokkal később pedig Windows operációs rendszeren is elérhetővé vált. A játékot 2011 márciusában a Penny Arcade Expo (PAX East 2011) keretein belül mutatták be, érdekessége pedig, hogy a játékos külső nézetből látja a karakterét, ami kevésbé megszokott ebben a műfajban. A játékhoz két letölthető tartalom jelent meg Artifacts of Power, illetve Lost Adventures címmel. (Előbbi csak Steamen megvásárolható.)
2012. április 2-án bejelentették a játék folytatását, ami az előző részhez hasonlóan a Penny Arcade Expo (PAX East 2012) alkalmával lesz először kipróbálható, illetve a játék az előző részből hiányolt kooperatív lehetőséget is tartalmazni fogja.

## Történet
A játékos által irányított karakter, akit egyszerűen csak tanítványnak neveznek a Rend tagja, mely a holt világban lévő portálok védelmére esküdött fel, az ezen átjutó rémségek ugyanis veszélyeztetnék világuk békéjét. Ezen portálok köré emelt erődítményeiket viszont az orkokból, koboldokból, ogrékból és más teremtményekből álló sereg ostromolja. A történet során kiderül, hogy egy gonosz boszorkány áll a dolog hátterében, aki az ellenfelek akarata felett átvette az irányítást. A főhős végül lezárja a portálokat, hogy megállítsa a hordát, ám ennek egy negatív hatása, hogy a világukban így megszűnik a mágia. A történet előzményeinek megismerésére az ingyenes kiadott képregény is lehetőséget nyújt.

## Játékmenet

A csapdák kombinálásával a begyűjthető pénz mennyisége megsokszorozódik.

Az Orcs Must Die! műfajából adódik a játékmenet alapja: minden egyes pályán egy előre meghatározott számú és összetételű ellenséges horda halad a pálya bizonyos pontjaiból a játékos által védelmezett portál (rift) felé. Ellenfelei megállítására használhatja az alapfelszerelésként szolgáló íjpuskát, emellett közelharci fegyverek, varázslatok, csapdák és zsoldosok alkotják a repertoárt. Az elérhető eszközök száma fokozatosan növekszik a pályák teljesítésével. (Az eddigi letölthető tartalmakkal együtt 30 választási lehetősége van a játékosnak, ebből pályánként legfeljebb 10-et használhat.) Az ellenfelek legyőzéséért a játékos pénzt kap, amit újabb eszközök, illetve fejlesztések vásárlására lehet fordítani. Ezek csak az adott pályára vonatkoznak, míg a pályák teljesítésével szerzett koponyákat az egyes csapdák végleges fejlesztésére lehet fordítani. A megszerzett koponyák száma a játékos teljesítményétől függ: ha egy ellenfél sem jut át a portálon és az adott szintidőn belül végez a pályával, akkor kaphatja csak meg a maximális 5 darabot. A játék továbbá ranglistát vezet a játékosokról az összegyűjtött pontszámuk alapján. A pályákon három nehézségi fokozatban lehet játszani: Apprentice, War Mage és Nightmare. Az első kettő alapból elérhető, míg a legnehezebb szinthez a pályák War Mage fokozaton való teljesítése szükséges. Különbség ilyenkor az ellenfelek mennyiségében és típusában jelentkezik, Nightmare szinten az ellenséges horda szinte megállás nélkül támad. Minden pályán egy előre meghatározott limit lép életbe: a portálon keresztüljutó ellenfelek, valamint a játékos halála ezt csökkenti, amennyiben ez a szám eléri a nullát, a játékos elveszti a harcot és kezdheti elölről a pályát. Az életerő visszaszerzésére az ellenfelek által eldobott életerőitalok elfogyasztása, illetve a portál élet és varázserő visszatöltő képessége jelenthet módot. Az alapjátékban összesen 24 pálya található, a Lost Adventures nevű letölthető tartalom pedig 5 újabbat ad hozzájuk.

## Fogadtatás
| Összegzőoldal | Értékelés |
| ------------- | --------- |
| GameRankings  | 83%       |
| Metacritic    | 83/100    |

| Szerző        | Értékelés |
| ------------- | --------- |
| GameSpot      | 7,5/10    |
| GameSpy       | 4,4/5     |
| GameStar (HU) | 90/100    |
| IGN           | 9/10      |
| Joystiq       | 4/5       |
| PC Gamer (UK) | 90/100    |
| PC Guru       | 85/100    |

A játék PC-s változata a Metacritic összesítésében 83 pontot ért el 24 értékelés alapján, míg a GamerRankings adatbázisában 82.73 ponton áll 10 teszt átlagában. (Az Xbox változat átlagba néhány ponttal marad el ettől.) Az értékelésekben dicsérték az alapvetően szórakoztató játékmenetet, a csapdák nyújtotta változatosságot, és a remek ár-érték arányt. Legfőbb negatívumnak a többjátékos lehetőségek és a további játékmódok hiányát, valamint a kissé repetitív játékmenetet tartották. A játék Xbox Live Arcade eladásai 2011 végére meghaladták az 50 ezer példányt.